# NGC 4339
NGC 4339 é uma galáxia elíptica (E) localizada na direcção da constelação de Virgo. Possui uma declinação de +06° 04' 55" e uma ascensão recta de 12 horas, 23 minutos e 34,9 segundos.
A galáxia NGC 4339 foi descoberta em 13 de Abril de 1784 por William Herschel.